# Encephalartos schaijesii
Encephalartos schaijesii Malaisse, Sclavo & Crosiers, 1992 è una pianta appartenente alla famiglia delle Zamiaceae, endemica del Congo.

## Descrizione
È una cicade con fusto più o meno sotterraneo, alto sino a 25 cm e con diametro di 20–30 cm, spesso con fusti secondari che si originano da polloni che sorgono alla base del fusto principale.
Le foglie, pennate, erette, lunghe 80–120 cm, sono disposte a corona all'apice del fusto e sono rette da un picciolo lungo 2 cm; ogni foglia è composta da 48-58 paia di foglioline lanceolate, con margine spinoso, di colore verde glauco, inserite sul rachide con un angolo di 70-75°.
È una specie dioica con esemplari maschili che presentano un singolo cono, lungo 15–17 cm e largo 4-4,5 cm, di colore giallo-verdastro, ed esemplari femminili anch'essi con un singolo cono cilindrico-ovoidale, eretto, lungo 29–32 cm e con diametro di 12–15 cm, di colore dal grigio al verdastro.

## Distribuzione e habitat
L'unica popolazione nota di questa specie, che annovera oltre un migliaio di esemplari adulti, si trova nei pressi di Kolwezi, nella provincia di Shaba della Repubblica Democratica del Congo.
Cresce nelle foreste di miombo, a circa 1500 m di altitudine.

## Conservazione
La IUCN Red List classifica E. schaijesii come specie vulnerabile.

La specie è inserita nella Appendice I della Convention on International Trade of Endangered Species (CITES)